# Aratinga zlatočelý
Aratinga zlatočelý (Eupsittula aurea) je 23–28 cm velký jihoamerický papoušek. Žije v částečně otevřených krajinách na území Argentiny, Bolívie, Brazílie, Paraguaye, Peru a Surinamu. Jak binomické, tak české jméno druhu přitom poukazuje na jeho výrazné oranžovožluté zbarvení na čele, které je u mladých ptáčat méně nápadné.

Aratinga zlatočelý je hojně chován hlavně v USA, v České republice je spíše méně známý. U nás ho chová jen několik zoologických zahrad – například Papouščí ZOO Bošovice či Zoologická zahrada Tábor.